# Antoine de Saint-Exupéry
Antoine Marie Jean-Baptiste Roger de Saint-Exupéry (ejtsd: antoán mari zsanbatiszt rozsé dö szentegzüperi) (Lyon, 1900. június 29. – Marseille, 1944. július 31.) francia író és pilóta.

## Élete
Jean de Saint Exupéry vikomt és Marie Boyer de Fonscolombe harmadik gyermekeként született, egy régi vidéki nemesi családban. Őseik, a középkorban birtokolták az akvitániai Saint-Exupéry falut, ami ma Gironde megyében van és innen származik elnevezésük is.
Miután a francia haditengerészet előkészítő iskolájában megbukott a záróvizsgán, az École des Beaux-Arts-ra iratkozott be, hogy építészetet tanuljon. 1921-ben megkezdte katonai szolgálatát, és Strasbourgba küldték pilótakiképzésre. A következő évben megszerezte a pilótaengedélyt, és áthelyeztette magát a légierőhöz. Eljegyzést is kötött egy fiatal, nemesi származású hölggyel, Louise Lévêque de Vilmorinnal, akinek szintúgy voltak írói ambíciói. A menyasszony és annak családja tiltakozása miatt kilépett a hadseregből, Párizsban telepedett le, és irodai munkát végzett. 1926-ban ismét repülni kezdett, amikor a Vilmorin lánnyal zátonyra futott a kapcsolata és felbontották az eljegyzést: a nemzetközi postajáratok egyik úttörője volt abban az időben, amikor a műszeres felszereltség még kezdetleges volt, és a pilóták inkább az ösztöneikre hagyatkozva repültek. Később az író arra panaszkodott, hogy azok, akik a sokkal fejlettebb légierőnél repültek, inkább könyvelőkhöz, semmint pilótákhoz hasonlítanak. A Toulouse és Dakar közötti postajáraton dolgozott.
Első meséje, a L'Aviateur (A pilóta) a Le Navire d'argent c. lapban jelent meg. 1928-ban adta ki első könyvét Courrier Sud (A déli futárgép – Postajárat délről) címen. Átkerült a Casablanca–Dakar útvonalra, majd a Cape Juby repülőtér igazgatója lett a Nyugat-Szaharában. 1929-ben Dél-Amerikába költözött, ahol az Aeroposta Argentina Company igazgatójává nevezték ki.

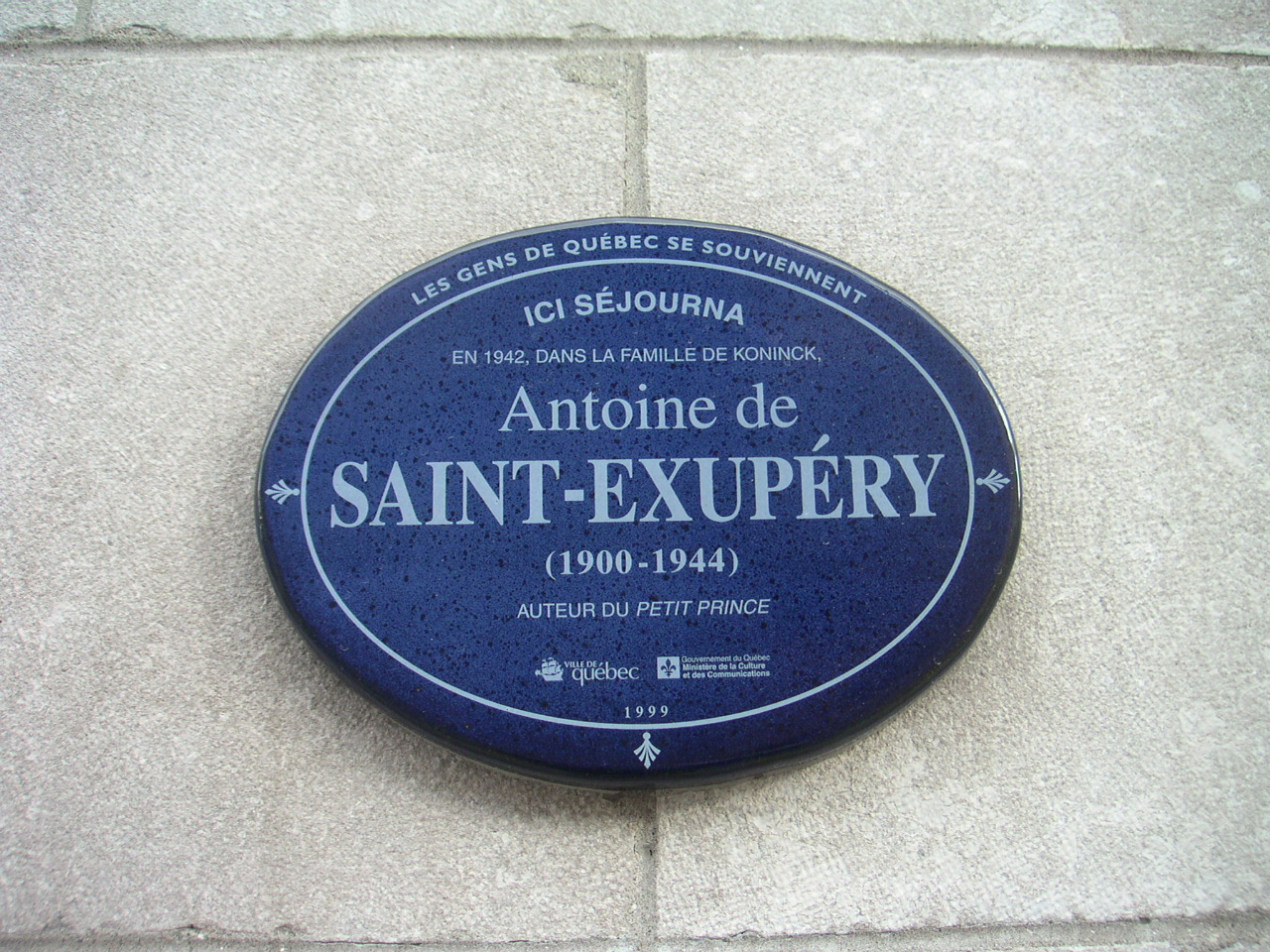
Emléktábla Saint-Exupéry québeci lakásán

1931-ben jelent meg a Vol de Nuit (Éjszakai repülés), amellyel elnyerte a Femina-díjat.
1931-ben feleségül vette Consuelo Suncín Sandoval Zeceñát, az egyszer elvált, egyszer pedig megözvegyült salvadori írónőt. Hamar beleszeretett a nyughatatlan természetű ifjú hölgybe, aki egyúttal nagyon bohém volt és fogékony a művészetekre. Saint-Exupérynek ő lett a múzsája és egyúttal szorongásainak forrása is. Házasságukat április 22-én kötötték, azonban mindkét fél családja igen rosszallta, mindannyian a másik szeszélyeit és zavaros ügyeit kifogásolták. Saint-Exupéry igyekezett mindenben a felesége kedvében járni, mondhatni egészen elkényeztette. Mindketten kezdeményeztek házasságon kívüli viszonyokat, de ennek oka többek között az volt, hogy a férfi gyakran repült, sokat volt távol, mivel postai küldeményeket szállított, s ez a szenvedélyes és romantikus lelkű Consuelónak nehezére esett. Antoine sem tudta jól viselni felesége hiányát, két nővel való viszonya is említést érdemel, amelyeket írásaiban be is ismer: az egyik, a férjes Hélène de Vogüével (szül. Jaunez), akit Nellynek nevezett leveleiben, illetve egy Madame de B. nevezetű hölggyel, akinek személyét az író sem tisztázta emlékirataiban.
A második világháború kezdetéig folytatta az írást és repülést. A háború alatt először a francia felderítőknél szolgált. Később New Yorkba szökött, és 1942-ben egy darabig Québecben lakott. Egy idő után visszatért Európába, hogy Franciaország felszabadításáért harcoljon.

## Eltűnése és halála
44 éves korában, visszavonulása előtt még egy utolsó küldetést vállalt: adatokat kellett gyűjtenie egy Rhône-völgyi német alakulatról. 1944. július 31-én éjjel indult el, de soha nem tért vissza. Augusztus 1-jén délben egy asszony állítólag egy szerencsétlenül járt repülőgépet látott a Carqueiranne-öböl közelében. Néhány nappal később találtak egy francia egyenruhát viselő holttestet, akit szeptemberben Carqueiranne-ban temettek el.
1998-ban egy halász Marseille-től délre, Riou szigete mellett talált valamit a tengerben, amit Saint-Exupéry ezüst karláncának véltek. Először tévesnek minősítették a hírt, de később bebizonyosodott, hogy a lánc tényleg az íróé volt: rá volt vésve a felesége és a kiadója neve. 2008 márciusában közzétették, hogy egy Luc Vanrell nevű búvár, aki 2000-ben megtalálta Saint-Exupéry gépének roncsait, hatévi munkával kiderítette, hogy Horst Rippert egykori német vadászpilóta, a ZDF későbbi népszerű sportriportere lőtte le annak idején az író repülőgépét. Az akkor 88 éves német is csak ekkor értesült arról, hogy ki ült a gépen, és sajnálatát fejezte ki. Ennek azonban teljesen ellentmondanak a német légierő feljegyzései, mivel 1944. július 31-ei dátummal a mediterrán térségben semmilyen repülőgépet nem lőttek le. Ráadásul egy másik német veterán, Robert Heichele is azt vallotta, hogy ő lőtte le Saint-Exupéry repülőgépét.
2000-ben Marseille partjainál megtalálták és 2003 októberében ki is emelték Saint-Exupéry repülőgépének maradványait. 2004. április 7-én egy francia kutatócsoport igazolta, hogy az a Lockheed P–38-roncs, amellyel az író repült. Mivel valószínűtlenek maradtak Heichele és Rippert állításai, ugyanakkor a repülőgépen egyáltalán nem volt fegyver okozta találat nyoma, ezért nem tudták továbbra sem tisztázni a baleset okát. Csak annyi volt bizonyos, hogy Carqueiranne temetőjében tényleg az író holttestét helyezték örök nyugalomra. Egyesek valószínűnek tartják, hogy a szerencsétlenséget műszaki hiba okozta. Néhányan viszont úgy vélték, hogy Saint-Exupéry öngyilkosságot követett el, mivel ebben az időszakban alkoholizmussal és depresszióval küszködött. Saint-Exupéry 1944-ben bírálni kezdte Charles de Gaulle-t, mire a de Gaulle-pártiak német kollaborációval kezdték gyanúsítani, emiatt többeket szembefordítottak vele. Az árulás vádja lelkileg nagyon megviselte az írót.
A másik alternatíva Saint-Exupéry egészségi állapota. 43 évesen továbbra is folytatta a katonai szolgálatot, noha a katonai szabályzat ebben a korban már nem tette volna lehetővé a bevetését. Dohányosként is szívproblémái adódtak több alkalommal, nem kizárt tehát az sem, hogy repülés közben rosszul lett, ez pedig elvezetett a tragédiához.

## Epilógus
Eltűnése előtt Consuelo és Antoine egy közös emlékiratot állított össze A rózsa története címmel. A kéziratot egy kis ládikó őrizte otthonukban, amelyet csak 1979-ben fedeztek fel, Consuelo halála után nem sokkal, a padlás egyik sarkában. 2000-ben publikálták, és azóta több mint 16 nyelvre fordították le.

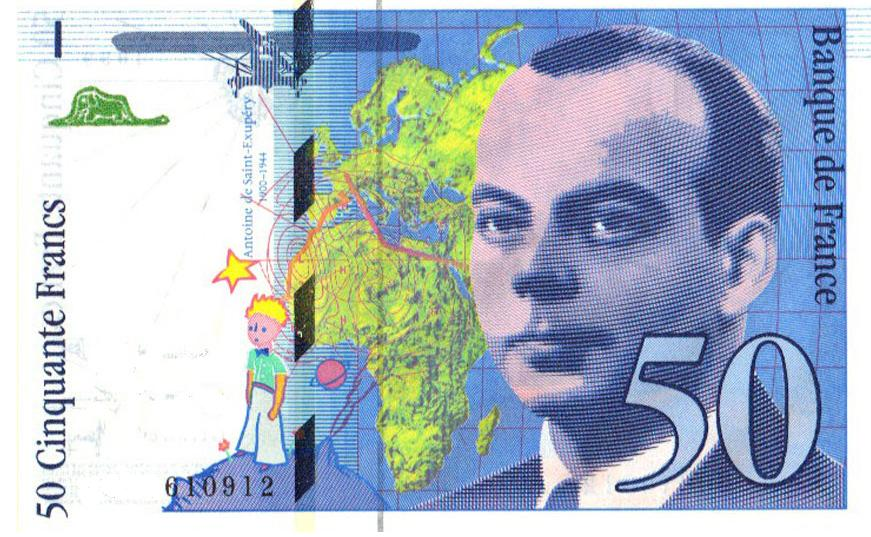
Francia 50 frankos bankjegy Antoine de Saint-Exupéry portréjával, a típust 1993 és 2001 között bocsátották ki.

## Művei
- L'aviateur (1926) (A pilóta)
- Courrier sud (1929) (A déli futárgép)
- Vol de nuit (1931) (Éjszakai repülés)
- Terre des Hommes (1939) (Az ember földje)
- Pilote de Guerre (1942) (A hadirepülő)
- Lettre à un Otage (1943) (Levél egy túszhoz)
- Le Petit Prince (1943) (A kis herceg)
- Citadelle (1948) (Citadella)

## Magyarul
- Egyedül a felhők felett; ford. Rónay György; Révai, Bp., 1940 (Harc a levegőért)
- A kis herceg; ford. Zigány Miklós, Magvető, Bp., 1957
- A kis herceg; ford. Vámos Pálné; Amerikai Magyar Kiadó, Köln, 1958 (Külföldi írók magyarul. Vörösmarty Kör)
- Éjszakai repülés / Az ember földje / A déli futárgép; ford. Rónay György; Európa, Bp., 1966
- A kis herceg. Mese; ford. Rónay György, ill. a szerző; Móra, Bp., 1970
- Éjszakai repülés; ford. Rónay György, Pór Judit; Európa, Bp., 1972 (A világirodalom remekei)
- Éjszakai repülés. Négy regény / A déli futárgép / Éjszakai repülés / Az ember földje / A hadirepülő; ford. Rónay György, Pór Judit; Európa, Bp., 1977
- Citadella; ford. Pődör László; Szt. István Társulat, Bp., 1982
- A kis herceg; ford. Rónay György, bev. fejezetford. Szoboszlai Margit, ill. a szerző; Helikon, Bp., 1997
- Levelek anyámhoz / Levelek Rinette-hez; ford. Lóránt Zsuzsa; Glória, Bp., 1997 (Hírességek levelei)
- Levél egy túszhoz; ford. Balla Katalin; Citadella, Kistarcsa, 1999
- Értelmet az életnek. Kiadatlan írások; összeáll., előszó Claude Reynal, ford. Burján Mónika; Lazi, Szeged, 2006
- Háborús írások; ford. Burján Monika; Lazi, Szeged, 2007
- A katedrális kövei. Antoine de Saint-Exupéry füveskönyve; vál., összeáll. Burján Monika, ford. Burján Monika, Pődör László; Lazi, Szeged, 2009
- A kis herceg; ill. a szerző, ford. Pálfi Rita; Napraforgó, Bp., 2014
- A kis herceg; ford. Takács M. József; Libri–Helikon, Bp., 2015 (Helikon Zsebkönyvek 5.)
- A kis herceg; ford. Dunajcsik Mátyás, ill. a szerző; Pájer Donát, Csorna, 2015
- A kis herceg; ford. Ádám Péter; Lazi, Szeged, 2015
- A katedrális kövei. Antoine de Saint-Exupéry füveskönyve; vál., összeáll. Burján Monika, ford. Burján Monika, Pődör László, Ádám Péter; 2. bőv. kiad.; Lazi, Szeged, 2015
- A kis herceg; ford. Tekei Erika; Roland, Bp., 2016 (Olvastad már?)
- A kis herceg; ford. Csire Gabriella, ill. Vasirin Lia; Corvin, Déva, 2017
- A kis herceg; ford. Ercse Imola; Magnum Charta, Disznajó, 2017 (Klasszikus irodalom remekművei)
- A kis herceg; ford. Margitné Krichta Gabriella, ill. Vladyslav Yerko; Elektra, Érd, 2019
- A kis herceg; ford. Kácsor Zsolt; Alexandra, Pécs, 2023

### Átdolgozások, gyermekkönyvek
- Joann Sfar: A kis herceg; Antoine de Saint-Exupéry nyomán, ford. Dunajcsik Mátyás; Vad Virágok Könyvműhely, Bp., 2009
- A kis herceg. Varázslatos puzzle-könyv; szöveg Melanie Rhauderwiek, Antoine de Saint-Exupery-idézetekkel, ford. Rónay György; Alexandra, Pécs, 2012
- A kis herceg. Mágneses könyv; szöveg Melanie Rhauderwiek, Antoine de Saint-Exupéry-idézetekkel, Ford. Sütő Gyöngyi; Alexandra, Pécs, 2012 + 16 mágnesfigura
- A kis herceg. Filmalbum; mozifilm alapján írta Valérie Latour-Burney, ford. Pacskovszky Zsolt, Antoine de Saint-Exupéry-idézetek ford. Rónay György; Móra, Bp., 2015